# Bryan Clauson
Statistiques en NASCAR Cup Series
Dernière mise à jour : 8 août 2016 
Bryan Clauson, né le 15 juin 1989 à Sacramento (Californie) et mort le 7 août 2016 à Lincoln (Nebraska), est un pilote automobile américain.

## Biographie
En NASCAR Sprint Cup Series, Bryan Clauson a tenté trois fois de se qualifier pour la course en 2008, mais a échoué à chaque reprise. En Nationwide Series, il a décroché deux podiums pour finir 27e de la saison 2008.
En 2011, Bryan Clauson essaye la monoplace et réalise plusieurs courses en Indy Lights pour finir sur un podium. Il termine douzième en 2011 et dix-huitième en 2012. Engagé sur une voiture de Sarah Fisher Hartman Racing, il participe aux 500 miles d'Indianapolis, mais abandonne et termine à la trentième place.
Le 7 août 2016, lors de la course des Belleville Midget Nationals, gêné par un retardataire, Bryan Clauson percute le mur puis un autre pilote frappe sa voiture partie en tonneaux ; il est ensuite admis à l'hôpital dans un état critique. Lors d'une conférence de presse, le lendemain, les organisateurs annoncent le décès du pilote de 27 ans à la suite de ses blessures la veille au soir. Dans toute l'histoire de l'United States Auto Club (USAC), Clauson est le cinquième pilote le plus victorieux avec 112 victoires.

## Résultats aux500 milesd'Indianapolis
| Année | Châssis      | Moteur    | Départ | Arrivée | Équipe                                          |
| ----- | ------------ | --------- | ------ | ------- | ----------------------------------------------- |
| 2012  | Dallara      | Honda     | 31     | 30      | Sarah Fisher Hartman Racing                     |
| 2015  | Dallara (en) | Chevrolet | 33     | 31      | Jonathan Byrd's Racing (en)                     |
| 2016  | Dallara (en) | Chevrolet | 28     | 23      | Dale Coyne Racing / Jonathan Byrd's Racing (en) |